# Wilhelminensglück

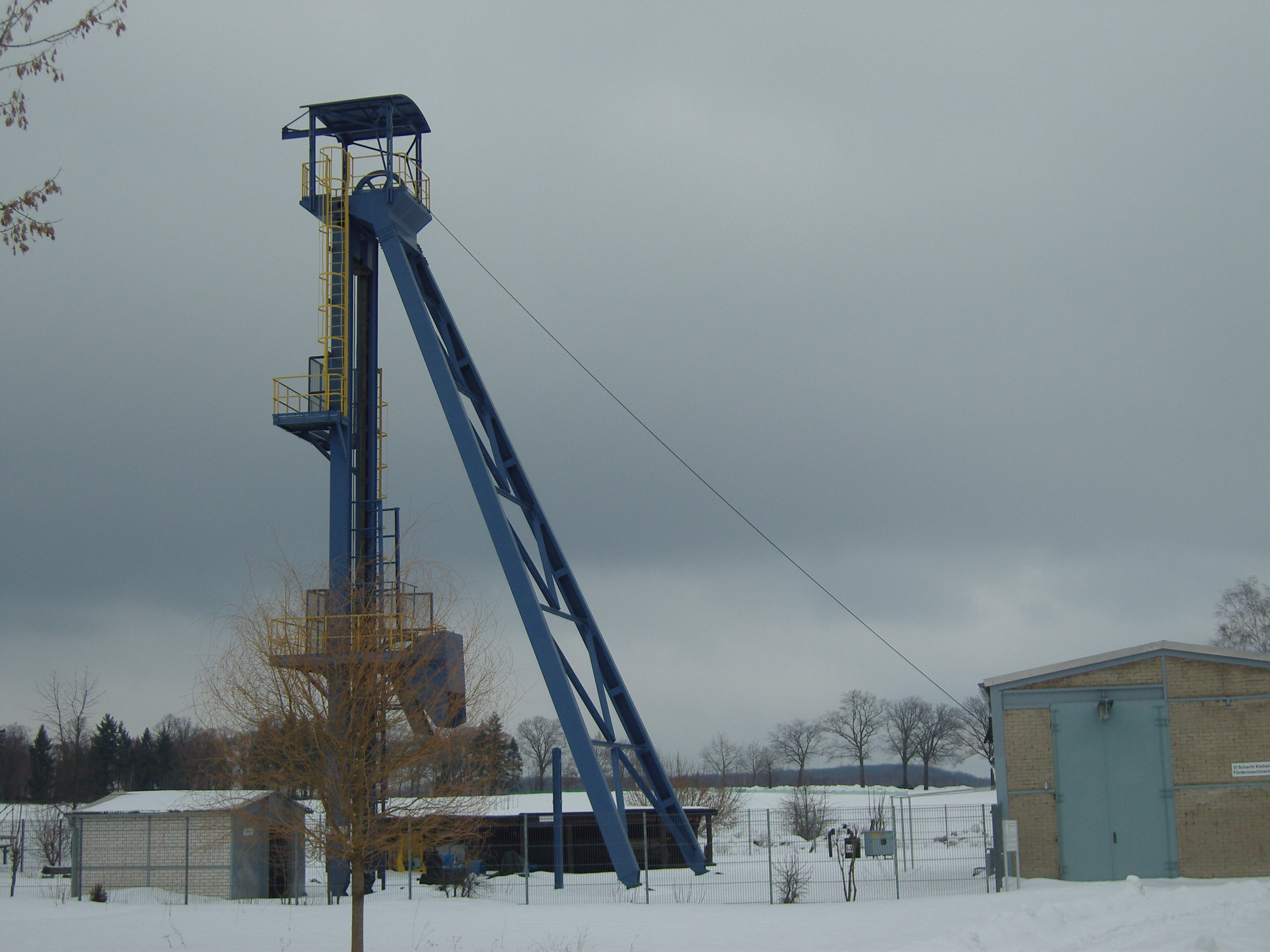
Alte Schachtanlage

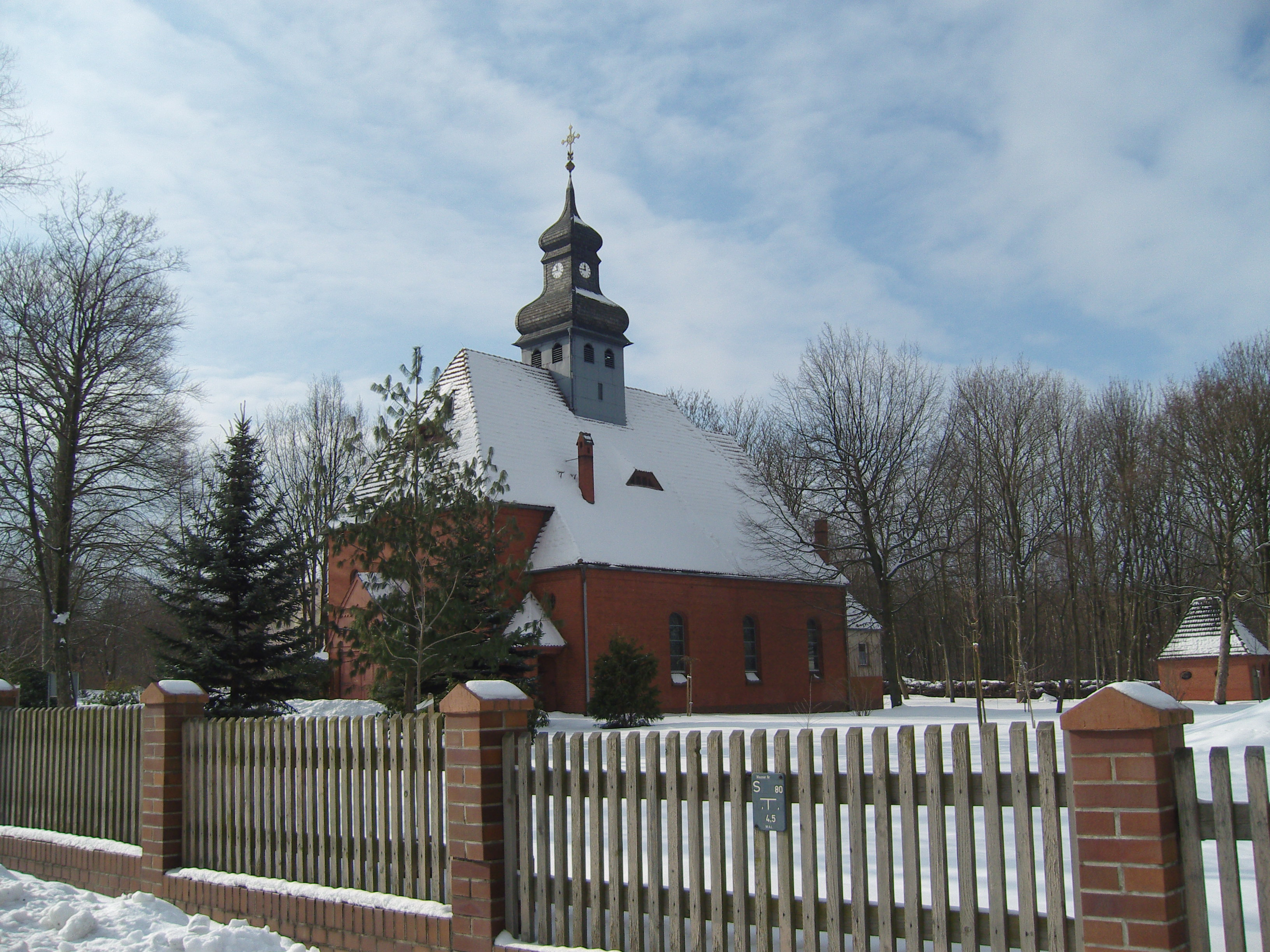
Herz Jesu Kirche

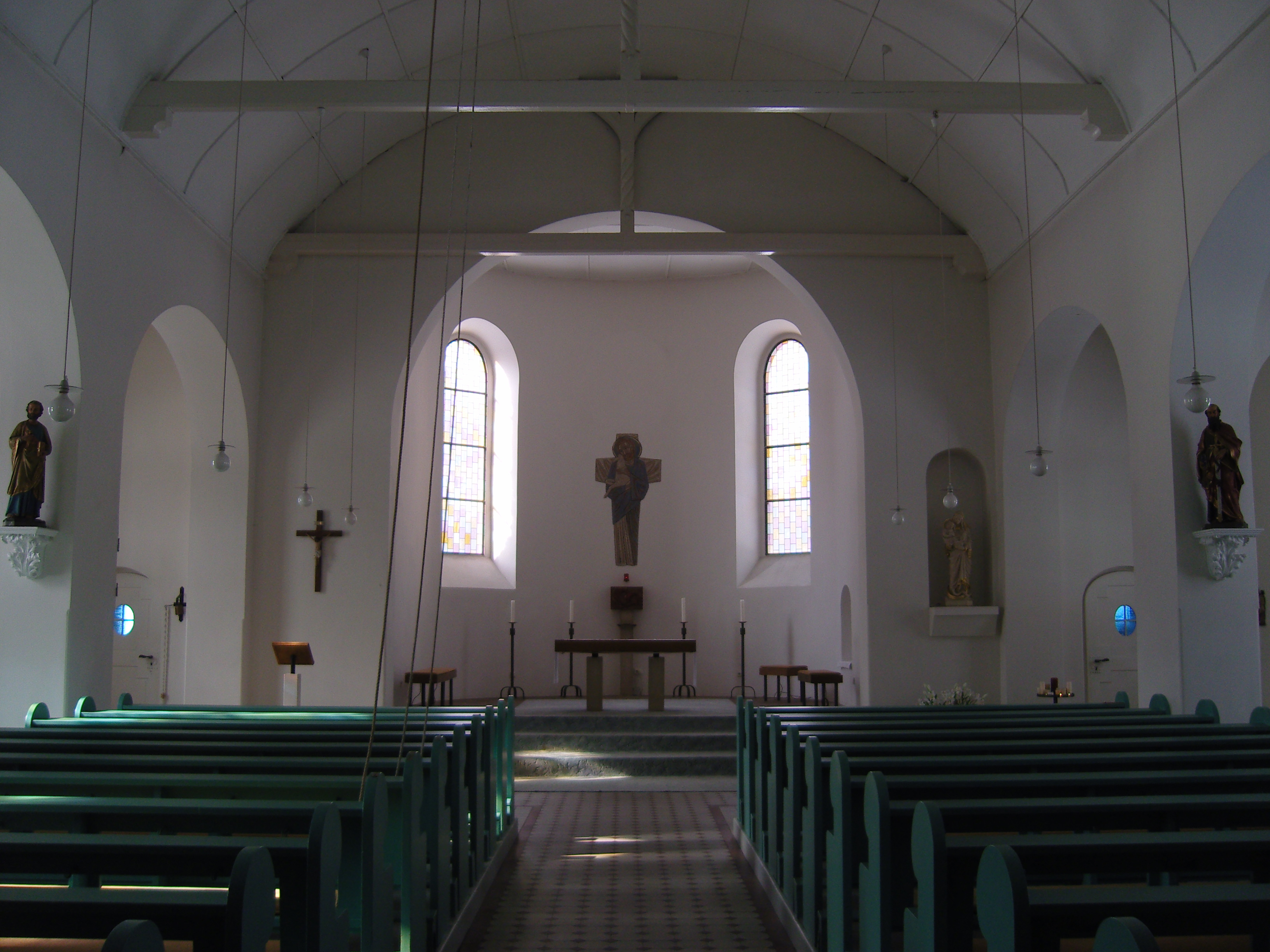
Altar der Herz Jesu Kirche

Wilhelminensglück (auch als Krankenhaussiedlung bezeichnet) ist eine Ende des 19., Anfang des 20. Jahrhunderts entstandene Bergbausiedlung des Schipkauer Ortsteil Klettwitz, namensgebend war eine Brikettfabrik im Nordwesten von Klettwitz.

## Geschichte
Wilhelminensglück verdankt seine Entstehung der Braunkohlen-Grube „Wilhelminensglück“ der Clettwitzer Werke Julius Treuherz und zugehörigen Brikettfabrik „Wilhelminensglück“ I/II in den Jahren 1886/1887 sowie der Anhaltische Kohlenwerke AG in den Jahren 1896/1897. Seit den 1950er Jahren wird die Siedlung auch als „Krankenhaussiedlung“ bezeichnet. Der westliche Siedlungsteil wurde bereits in den 1930er Jahren für den Tagebau Klettwitz weggebaggert.

## Geografie
Wilhelminensglück gehört zur Großgemeinde Schipkau, liegt nordöstlich des alten Klettwitzer Bahnhofs östlich des Windpark Klettwitz-Nord südlich zur Ortslage Herrnmühle am Krankenhaus Klettwitz.

## Sehenswürdigkeiten/Denkmäler
- Das Krankenhaus Klettwitz, nördlich der Siedlung, ca. 100 Jahre alt[5]
- Die alte Schachtanlage[6][7]
- Die katholische Herz-Jesu-Kirche[8]